# Paleodieet

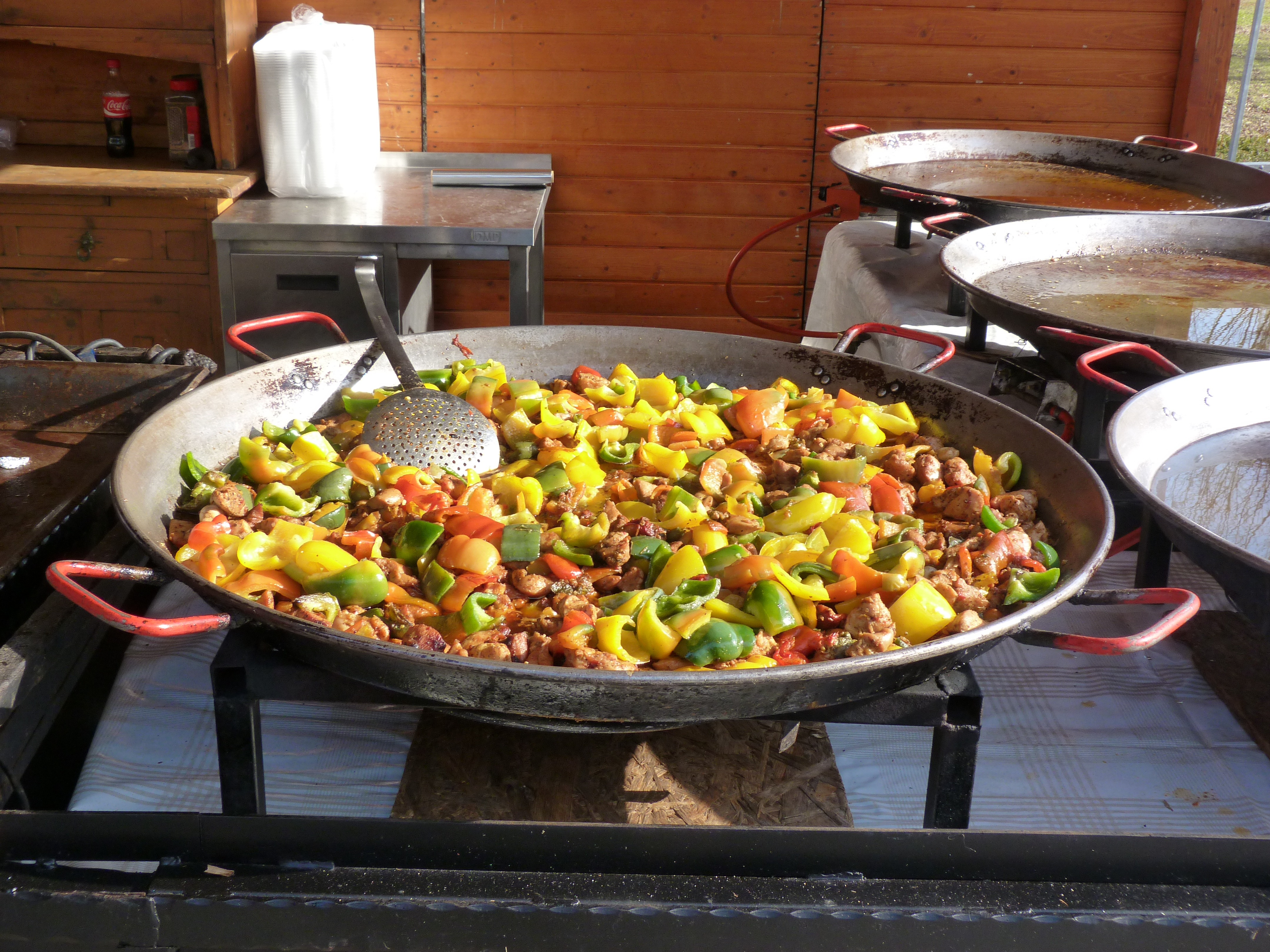
Een paleogerecht

Het paleodieet, dat ook wel paleolithisch dieet of jager-verzamelaardieet wordt genoemd, is gebaseerd op de veronderstelde voeding van de menselijke voorouders in het paleolithicum, een periode van 2,5 miljoen jaar tot 10.000 jaar geleden. Het is volgens sommigen geen dieet maar een manier van leven. 
Het paleodieet bestaat vooral uit vis, vlees van dieren die zich met grassen gevoed hebben, groenten, fruit, wortels en noten. Het bevat geen granen, peulvruchten, zuivel, zout, geraffineerde suiker of verwerkte oliën. Er wordt aangenomen dat de moderne mens sinds de intrede van de landbouw genetisch nauwelijks is veranderd en dat het ideale dieet lijkt op dat van onze voorouders die jager-verzamelaars waren.
Het paleodieet kreeg in de jaren 1970 bekendheid door de gastro-enteroloog Walter L. Voegtlin. Sinds het einde van de jaren 90 hebben diverse artsen en diëtisten gepleit voor de terugkeer naar een paleolithische manier van eten. Zij hebben op basis van moderne voedselproducten dieetadviezen opgesteld die de karakteristieken van het paleolithische dieet verondersteld worden na te bootsen.
Het paleodieet is controversieel bij veel diëtisten en antropologen. Verschillende studies hebben de effectiviteit en gezondheid ervan, alsook de logica achter het dieet, in twijfel getrokken.